# Тишбейн, Иоганн Антон Гамбургский
Иоганн Антон Тишбейн, известный как Тишбейн Гамбургский (нем. Johann Anton Tischbein, Tischbein von Hamburg; 28 августа 1720, Хайна, Гессен — 26 июля 1784, Гамбург) — немецкий живописец-портретист. Представитель большой семьи художников Тишбейн.

## Биография
Иоганн Антон был четвёртым сыном пекаря Иоганна Генриха Тишбейна (1682—1764) и Сюзанны Маргареты Хинзинг, пятеро из восьми детей которых стали художниками. После непродолжительного обучения в школе он некоторое время работал писарем во Франкфурте-на-Майне. Затем он самостоятельно поехал в Париж, чтобы научиться расписывать стенные обои. По возвращении во Франкфурт он также занимался росписью обоев и малярным ремеслом.
В 1749 году, в возрасте двадцати девяти лет, он сопровождал своего брата Иоганна Генриха Тишбейна Старшего во время его учебной поездки в Италию, в Венецию к Джованни Баттиста Пьяцетте, в 1750—1751 годах он был в Риме. Во время этой поездки Иоганн Антон создал множество рисунков и акварелей, некоторые из которых позднее использовал для картин маслом.
В 1766 году Тишбейн поселился в Гамбурге и основал там частную школу рисования. С 1780 года ему также было поручено преподавать рисунок и живопись в Йоханнеуме. Этому решению, вероятно, способствовал и учебник по живописи, выпущенный Тишбейном в 1771 году. В замке Вандсбекер Тишбейн написал несколько фресок.
Художник скончался в Гамбурге в 1784 году. В районе Бармбек-Норд в Гамбурге в его честь названа улица Тишбайнштрассе.

## Галерея

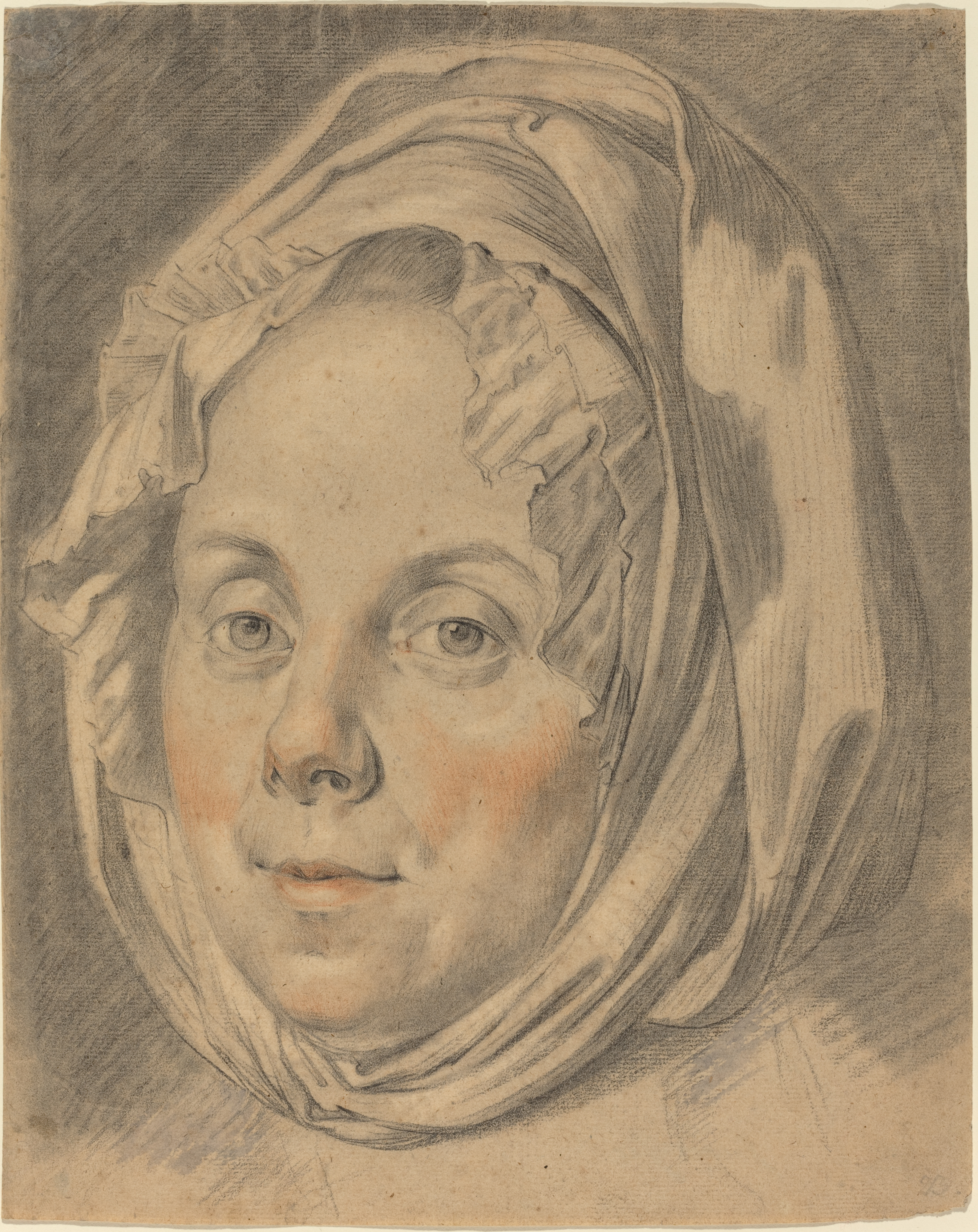
Голова матроны. Бумага, уголь, сангина. Национальная галерея искусства, Вашингтон
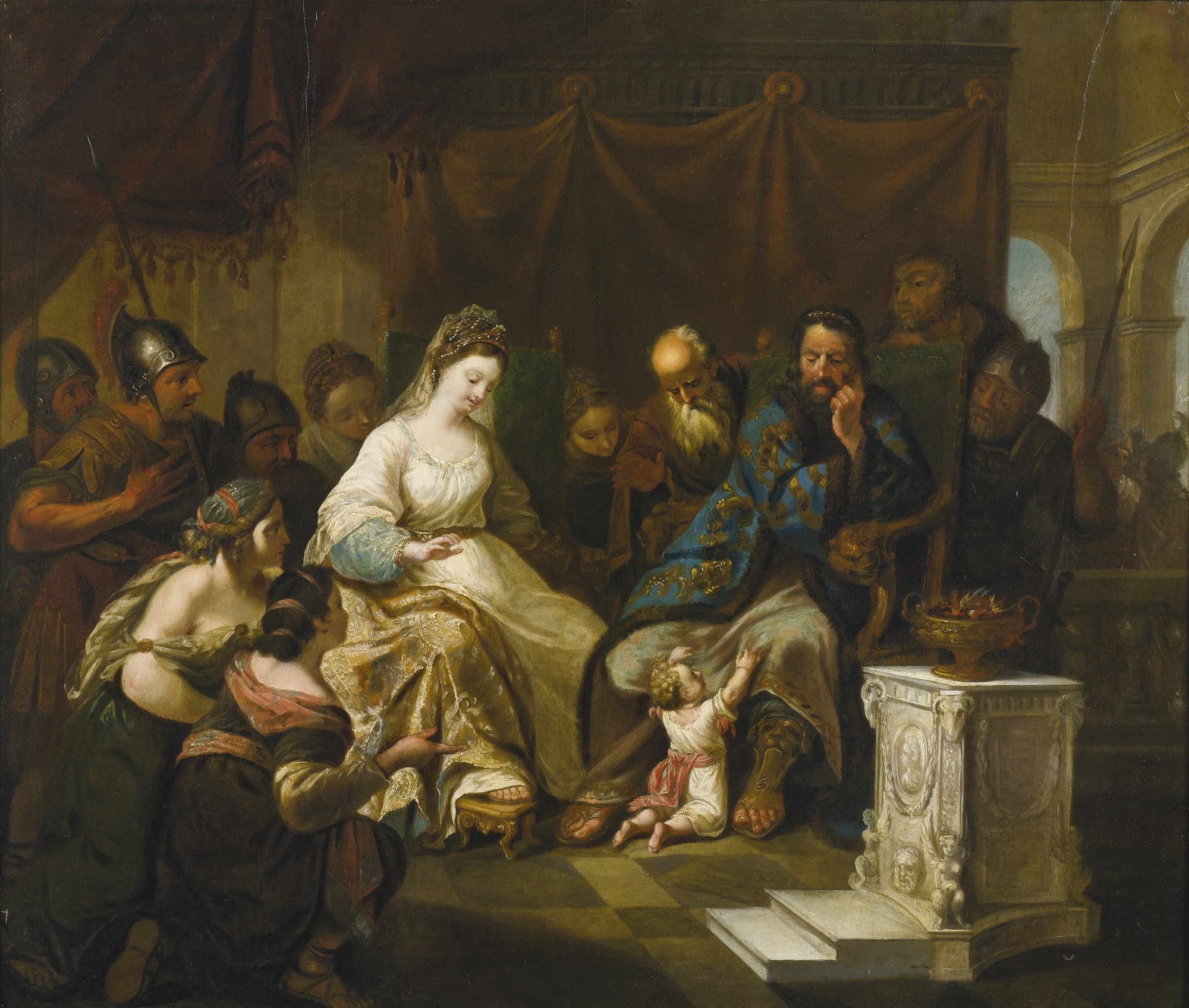
Испытание Моисея огнём. 1778. Холст, масло. Частное собрание
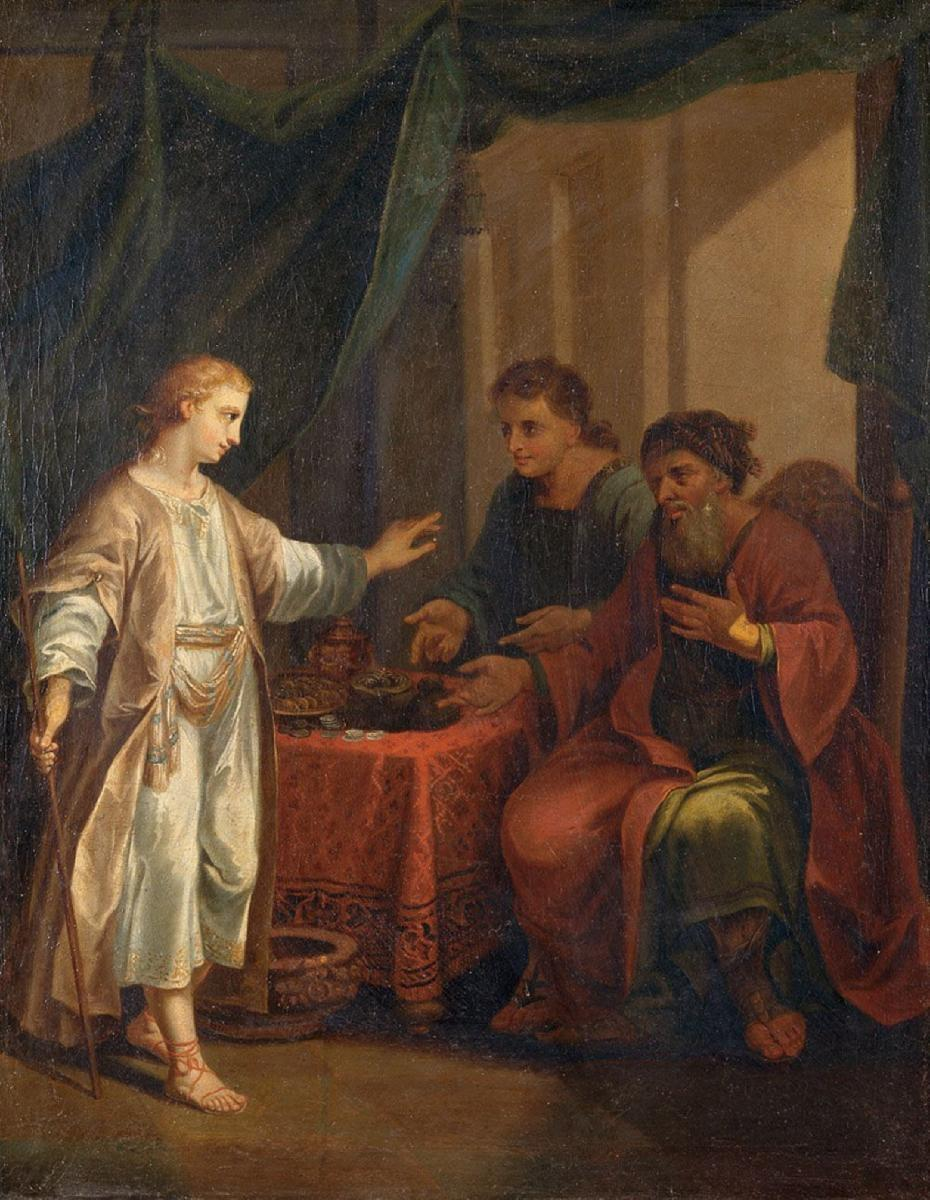
Юный Христос, изгоняющий менял из храма. 1774. Холст, масло. Частное собрание